# Simardahi
Simardahi (nepalski: सिमरडाही) – gaun wikas samiti w środkowej części Nepalu w strefie Dźanakpur w dystrykcie Mahottari. Według nepalskiego spisu powszechnego z 2001 roku liczył on 809 gospodarstw domowych i 5072 mieszkańców (2435 kobiet i 2637 mężczyzn).